# منتخب إيران لكرة السلة للسيدات
منتخب إيران لكرة السلة للسيدات (بالفارسية: تیم ملی بسکتبال زنان ایران) هو ممثل إيران الرسمي في المنافسات الدولية في كرة السلة للسيدات.